# Kimora Lee
 (juin 2017).
Si vous disposez d'ouvrages ou d'articles de référence ou si vous connaissez des sites web de qualité traitant du thème abordé ici, merci de compléter l'article en donnant les références utiles à sa vérifiabilité et en les liant à la section « Notes et références ».
Pour les articles homonymes, voir Lee.
Kimora Lee est un mannequin et une actrice américaine née le 4 mai 1975 à Saint-Louis (Missouri).

## Biographie

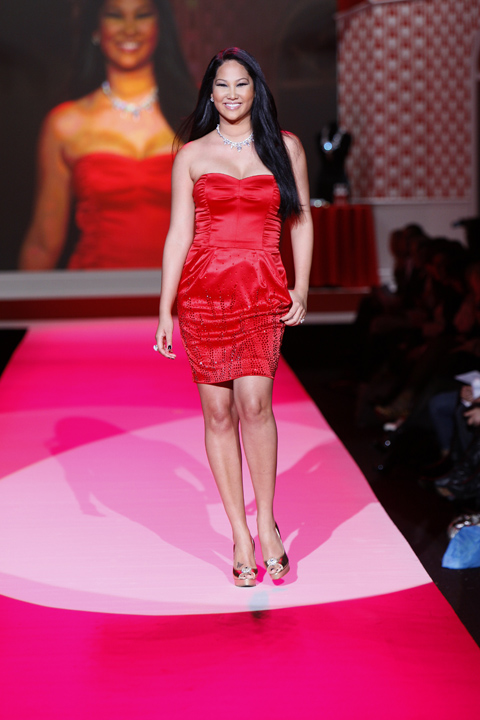
Kimora Lee en 2010.

Kimora est née le 4 mai 1975 à Saint-Louis, dans le Missouri, sa mère Joanne Perkins est d'origine Japonaise née en Corée et son père, Vernon Whitlock Jr., est d'origine afro-américaine. Elle grandit dans la banlieue nord de Saint-Louis et va devenir l'objet de mépris et de moqueries par ses anciens camarades à cause de sa taille et ses origines afro-asiatiques. Sa mère décide alors d'inscrire sa fille, âgée de onze ans, chez Irène Marie Models. Deux ans après, elle fut découverte par la Française Marie-Christine Kollock de Look Model Agency San Francisco grâce à une "chasse aux modèles" à Saint-Louis, organisée par Kay Mitchell. Kimora part de façon épisodique à Paris, où elle signe un contrat d'exclusivité avec Chanel sous la tutelle de Karl Lagerfeld, ce qui lui permet d'attirer l'attention des médias internationaux lors de la fermeture de la semaine de la mode Haute Couture, habillée en robe de mariée. À 14 ans, avec déjà une bonne hauteur de 1,80 m, elle devient la muse de Lagerfeld avec Bernadette Jurkowski, Shoshanna Fizgerald et Olga Sobolewski. Les quatre prennent le surnom de « Karlettes ».

## Carrière
Elle est apparue dans le clip In Those Jeans de Ginuwine avec le modèle Devon Aoki, le clip de Usher Nice & Slow, et dans le clip Change Clothes de Jay-Z avec son ex-mari Russell Simmons. Elle est également l'un des personnages dans le jeu Def Jam: Fight for NY.
En 1999, elle entre à la direction de Baby Phat grâce à son mari. Elle est l'une des juges de Top Model USA (America's Next Top Model) au cours de la première saison sous la direction de Tyra Banks, son amie de toujours et marraine de ses filles. Elle coprésente aussi le talk-show Life & Style. En février 2006, Harper Entertainment publie Fabulosity: What It Is and How to Get It, un manuel de style de vie qui porte sur des sujets comme la spiritualité, la finance, la mode à la beauté.
En février 2007, elle lance la Barbie Kimora, avec Mattel, et cinq parfums de femmes (Goddess, Golden Goddess, Seductive Goddess, Baby Phat Fabulosity, Love me). Le 5 août 2007, le Style Network récompense Kimora: la vie dans les Fab Lane, un reality show sur sa vie et son travail diffusé par E! Entertainment. En 2008, le maire de Saint-Louis lui a donné les clés de la ville.
En septembre 2010 elle est renvoyée de Baby Phat (en) pour des raisons encore méconnues. Depuis la scission, Simmons prévoit de lancer sa collection KLS et Kouture par Kimora Marques. Elle possède également une marque exclusive chez Macy's qui offre des vêtements élégants pour moins de 40 $. Le 14 septembre 2011, Simmons annonce sur son site qu'elle est la nouvelle directrice artistique et présidente de JustFab (en), un site de shopping personnalisé.

## Vie privée

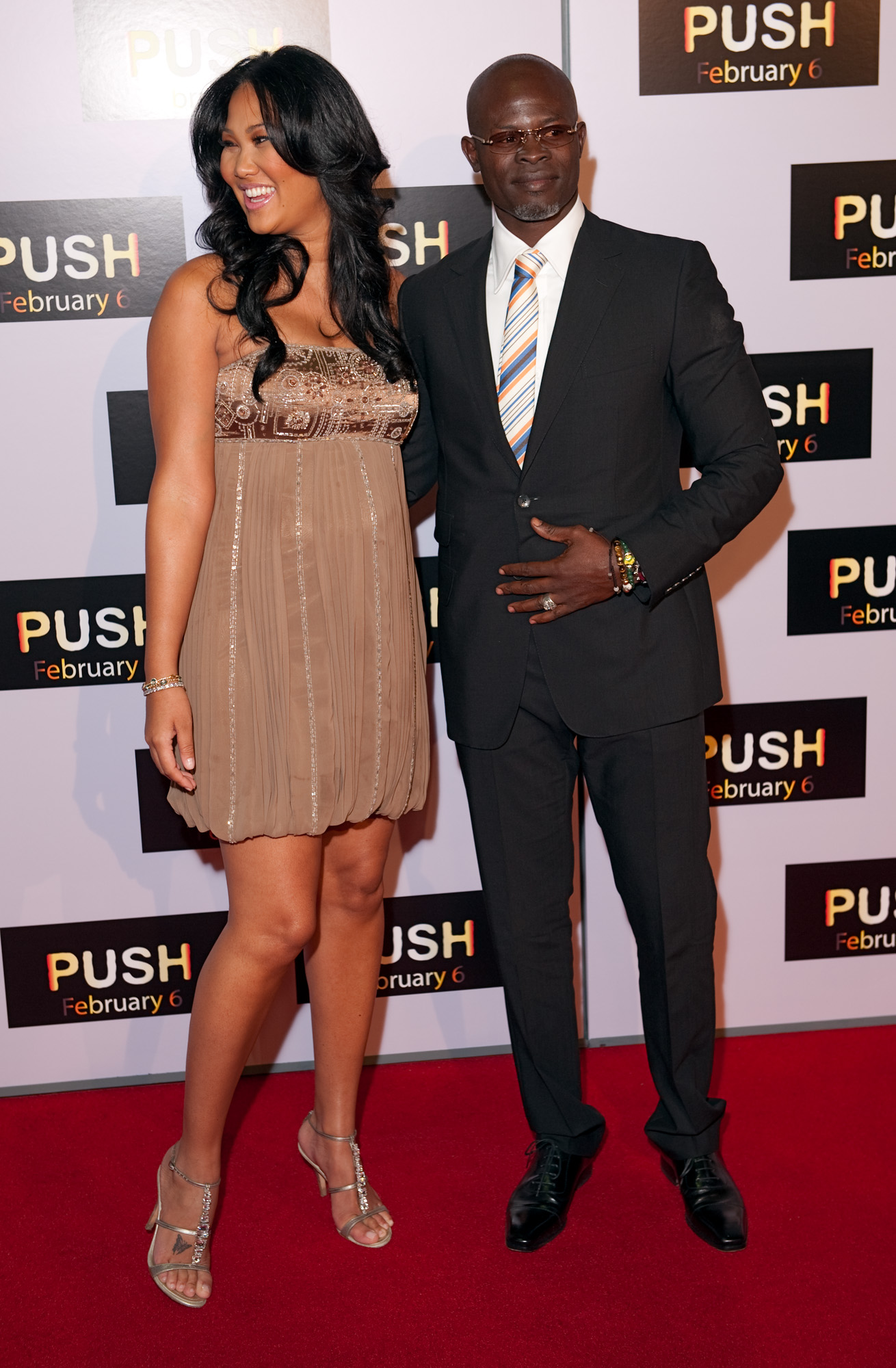
Kimora Lee et l'acteur Djimon Hounsou lors de la première du film Push en janvier 2009

Le 20 décembre 1998 après cinq ans de vie commune, Kimora se marie au magnat du hip-hop Russell Simmons. Ils ont deux filles, Ming Lee (née en janvier 2000) et Aoki Lee (née en août 2002), elles deviennent très vite les deux « modèles » pour les Baby Phat Kids Collection. Ils vivent ensemble dans la petite ville de Saddle River dans le New Jersey. En 2004, Russell Simmons vend Phat Farm à Kellwood Company pour 140 000 000 $ en 2007, mais Kimora, qui a été directrice de la création de Baby Phat, a été promue par la Kellwood en tant que présidente et directrice créative de Phat Fashions. Elle et Russell Simmons divorcent officiellement en mars 2006. Toutefois, cela ne les empêche pas de maintenir de bonnes relations dans la gestion de Phat Fashions. En mai 2009, Kimora donne naissance à Kenzo Lee Hounsou, fils de Djimon Hounsou son compagnon depuis mars 2007. Ils annoncent leur rupture en 2012 après 5 ans de vie commune. Ils restent cependant amis.
Début 2014, Russell Simmons annonce le remariage de Kimora avec Tim Leissner, homme d'affaires, ancien président de la branche Asie du Sud-Est de Goldman Sachs,. Fin 2014, le magazine US Weekly annonce que Kimora est à nouveau enceinte, d'un quatrième enfant pour elle, et du premier pour Tim Leissner. En avril 2015, elle donne naissance à son deuxième fils Wolfe Lee.
Son mari, Tim Leissner, sera assigné à comparaître par le DOJ dans le cadre de ses enquêtes sur Scandale de 1Malaysia Development Berhad (ou « scandale 1MDB »),. Inculpés pour détournement d'argent appartenant au fonds 1MDB et pour avoir versé des pots-de-vin à divers responsables malaisiens et d'Abu Dhabi. Tim Leissner a admis, dans un plaidoyer, que plus de 200 millions d'US dollars du produit des obligations 1MDB ont été versés sur des comptes contrôlés par lui et un parent. Il a accepté de verser 43,7 millions d'US dollars et a plaidé coupable de complot en vue de blanchir de l'argent et en vue de violer la loi américaine sur les pratiques de corruption à l'étranger.
En 2020, elle annonce avoir adopté un garçon de 10 ans; Gary Foster.

## Charité
Elle a créé Fonda KLS, un fonds pour l'aide à l'éducation dans son ancienne école qui vise à aider les jeunes filles qui ont une situation économique difficile. Par ailleurs, elle est aussi un membre actif d'organismes tels que Anfar juridique, G & P Foundation, Keep a Child Alive, l'Institut Hetrick Martin et Rush Philantropic. Elle soutient les causes environnementales et a récemment posé nue, portant seulement quarante bracelets, pour le compte d'un organisme à but non lucratif qui dénonce l'exploitation d'enfants dans les mines de diamants.

## Filmographie

### Cinéma
- 1993 : Le Concierge du Bradbury de Barry Sonnenfeld
- 1999 : The Big Tease (en) de Kevin Allen
- 2002 : Brown Sugar de Rick Famuyiwa : elle-même
- 2005 : Beauty Shop de Bille Woodruff : Denise
- 2005 : Basket Academy de Steve Carr : première journaliste
- 2006 : Waist Deep de Vondie Curtis-Hall : la propriétaire de la maison

### Télévision
- 2001 : Pour le meilleur... ? (1 épisode) : Shamina
- 2001 : MTV Cribs : elle-même
- 2003 : America's Next Top Model 1
- 2001-2007 : Kimora: Life in the Fab Lane (Le Fabuleux Destin de kimora)
- Depuis 2013 : Kimora: House of Fab (Kimora : reine de la mode)